# لانیون
لانیون (به فرانسوی: Lannion) یک کمون در فرانسه است که در Canton of Lannion واقع شده است.

## خصوصیات
لانیون ۴۳٫۹۱ کیلومترمربع مساحت و ۱۹٬۷۳۳ نفر جمعیت دارد.